# Douin de Lavesne
Douin de Lavesne est un écrivain français de la première moitié du XIIIe siècle, connu comme auteur d’un fabliau érotique, violent et cruel, Trubert.

## Trubert
Trubert est un fabliau de 2978 vers octosyllabiques à rimes plates. Il relève par sa truculence et sa grossièreté du genre du fabliau, mais en raison de sa longueur, c’est plutôt un court roman satirique en vers, certains spécialistes y voyant un précurseur du roman picaresque.
Il est conservé dans un seul manuscrit, daté des environs de 1270.
Le héros, Trubert, est un vilain, sadique et rusé, porté par la haine des puissants, qui ne respecte rien ni personne : sous divers déguisements, il trompe le duc de Bourgogne, le maltraite et le rosse, devient l’amant de sa femme ; puis, travesti en demoiselle sous le nom de « Coillebaude » (verge ardente), il engrosse la fille du duc, épouse un roi, Golias, et, la nuit des noces, se fait remplacer dans le rôle de la reine par une suivante qu’il a violée.

## Éditions
- Douin de Lavesne, Trubert. Fabliau du XIIIe siècle. Édition avec introduction, notes et glossaires, éd. Guy Raynaud de Lage, Genève, Droz, 1974 (Textes littéraires français, 210), 1974 ; 2e éd. Guy Raynaud de Lage et Isabelle Engammare, 2003.
- Fabliaux érotiques, éd. Luciano Rossi et Richard Straub, Librairie Générale Française, 1992 (Le Livre de poche, coll. « Lettres gothiques »).
- C. Dona, Douin de Lavesne, Trubert, Parme, 1994
- Nouveau recueil complet des fabliaux (NCRF), éd. Willem Noomen, Assen, Van Gorcum, t. 10, 1998, p. 143-262.

## Traduction en français
- La chevalerie des sots. Le roman de Fergus. Trubert fabliau du XIIIe siècle, trad. Romaine Wolf-Bonvin, Paris, Stock, 1990.
- Trubert de Douin de Lavesne, trad. Bertrand Rouziès-Léonardi, Caen, Éditions Lurlure, 2019.